# Magistrats de la Monarchie romaine
 (avril 2012).
 (avril 2012).
Sous la Monarchie romaine, le roi est le seul magistrat de l'exécutif. Son pouvoir, en pratique, est absolu. Le roi peut avoir plusieurs assistants. Il a le seul pouvoir de les choisir et de leur attribuer les pouvoirs qu'il veut. Quand un roi meurt, son pouvoir revient au Sénat. Un interrex est alors nommé pour faciliter l’élection d’un nouveau roi.

## Roi de Rome
Le roi cumule les pouvoirs exécutif, religieux, judiciaire et législatif. Il est également le seul commandant en chef des armées. Le roi est toujours accompagné par douze gardes du corps appelés licteurs. Chaque licteur porte les fasces, qui sont des baguettes sur lesquelles est fixée une hache. En temps de guerre, le roi porte une cape pourpre connu sous le nom de trabea. En temps de paix, il porte une toge pourpre. Pendant quelques occasions officielles, il est assis sur un siège nommé solium.

### Élection d'un nouveau roi
Le roi de Rome est techniquement élu par le peuple de Rome. Néanmoins, en pratique, c’est le Sénat qui détient réellement le pouvoir d’élire un nouveau roi.
Durant cette période, le Sénat choisit un interrex (qui est toujours un sénateur patricien) pour faciliter l'élection d'un nouveau roi. L’interrex nomme alors un prétendant au trône, ce choix étant soumis au vote du Sénat. Si le Sénat vote en faveur de ce prétendant, celui-ci se présente aux élections officielles, c'est-à-dire le vote du peuple par l’intermédiaire des comices curiates (assemblée populaire). Après que le prétendant est élu par les comices curiates, le Sénat ratifie l’élection usant de son auctoritas patrum (« autorité des pères » ou « autorité du Sénat »). Comme chaque candidat désigné est choisi par un membre du Sénat (l’interrex), l’auctoritas patrum donc sert principalement de sauvegarde contre un interrex obstiné. Après que l’auctoritas patrum est passé, l’interrex déclare alors officiellement le prétendant comme nouveau roi.
Le nouveau roi prend ensuite les auspices, et est investi de l’imperium par application de la lex curiata de imperio par les comices curiates. En théorie, le roi est élu par le peuple (qui est assemblé dans leurs curies respectives en comices curiates. En pratique cependant, c'est le Sénat qui détient le pouvoir réel d'élire les nouveaux rois. Seul un sénateur (l’interrex) peut nommer un candidat pour l'élection du roi. Après que le candidat est choisi, le Sénat doit alors approuver le candidat désigné avant qu'il puisse se présenter devant les comices curiates. Celle-ci ne peut pas choisir un candidat. Et alors qu'ils peuvent voter contre un candidat, il est improbable qu'ils ne l'aient déjà fait. Seul le Sénat peut alors clore l'élection du nouveau roi. Le peuple de Rome, donc, n'a en pratique que très peu d'influence sur l'élection des nouveaux rois.

### Pouvoirs du roi
Selon Salluste, l’imperium que possède le roi (consécutif à l’application de la lex curiata de imperio par les comices curiates) est connu sous le nom d’imperium legitimum. Cela signifie probablement que la seule limite imposée au roi est qu’il respecte le mos maiorum. En d'autres termes, il est simplement censé le respecter. Par exemple, il doit (bien que cela ne soit pas exiger) consulter le Sénat avant de prendre des décisions.
Dans la pratique, cela n’entraîne aucune réelle restriction de pouvoir. Quand une guerre est déclarée, il est le seul à avoir le pouvoir d'organiser les troupes mobilisées. En plus, il choisit les commandants de l'armée, et la conduit en campagne. Il contrôle toutes les propriétés tenues par l'état. Il est le seul à avoir le pouvoir de diviser les terres et autres butins pris dans la guerre. Il a tout pouvoir sur les travaux publics, et il est aussi le représentant en chef de la ville pendant les cérémonies religieuses et les contacts diplomatiques.
En plus, le roi peut décréter unilatéralement la moindre nouvelle loi. Parfois, il soumet ses décrets aux comices curiates ou au Sénat pour une ratification cérémonielles. Le refus de ces décrets par une des deux assemblées, le Sénat ou les comices, n'empêche pas cependant leurs promulgations.

### Restrictions volontaires de ses pouvoirs
Parfois, le roi accepte des restrictions de son pouvoir (quand il observe le mos maiorum). Quelquefois, il respecte une restriction pour des raisons pratiques, mais parfois il le fait simplement pour respecter la tradition. Typiquement, le roi voudra qu’une déclaration de guerre soit ratifiée par les comices curiates avant de s’engager. Une telle ratification n’est pas nécessaire, mais assure au roi le soutien du peuple (qui combattra dans cette guerre).
Il ne s'occupe pas généralement des affaires concernant les gentes (familles). Celles-ci sont décidées par les comices curiates. Alors que le roi a un pouvoir absolu sur les procès criminels et civils, il se peut qu'il adopte les procédures que les préteurs adopteront sous la République. S'il a adopté ces procédures, il préside personnellement un cas dans ses premiers stades (in iure), et le transmet ensuite à un iudex pour le régler. Dans les cas criminels les plus sérieurs, le roi peut en appeler au peuple, rassemblé en comices curiates, pour le procès.
En plus, le roi reçoit généralement le consentement des autres prêtes avant d'introduire de nouvelles divinités.

## Assistants du roi
Plusieurs officiers peuvent être choisis pour assister le roi. Ces officiers sont nommés par le roi, et ce dernier décide quels pouvoirs spécifiques il leur attribue.
Quand le roi quitte la ville, un substitut (le praefectus urbi ou « préfet de la ville ») dirige la ville à la place du roi absent. Le roi a également deux questeurs (quaestores parricidii) comme assistants généraux. Plusieurs magistrats, connus comme duumviri perduellionis, assistent le roi durant les cas de trahison.
Pendant une guerre, le roi délègue occasionnellement le commandement de la cavalerie au tribunus celerum. Celui, aussi appelé « tribun des Celeres », peut avoir le commandement de la garde du corps personnel du roi (les Celeres). Si un tribunus celerum est nommé, le roi peut lui-même limité son commandement à l'infanterie. La perte d'influence du roi dans ces circonstances est cependant minimale car l'armée romaine est alors basée sur l'infanterie. Au début de la République, cet arrangement revit avec la création des magistratures de dictateur (le magister peditum ou « maître de l'infanterie ») et de son subordonné, le maître de cavalerie (le magister equitum).

## Interrex
Quand le roi (du latin rex) meurt, ses pouvoirs sont transférés au Sénat. La période suivant la mort du roi qui s’achève par l’élection de son successeur, est appelée l’interregnum. Quand un interregnum commence, un interrex est nommé.
Un interrex est toujours un sénateur patricien. La méthode selon laquelle le premier interrex est choisi pour un interregnum donné reste inconnue. Néanmoins, ce que l’on sait, c’est que chaque interrex doit libérer son poste après cinq jours et nommé un successeur jusqu'à ce qu'un roi soit élu.
L’interrex est littéralement un « roi provisoire ». La seule différence entre le roi et l’interrex reste la durée limitée de sa prise du pouvoir, établie à cinq jours. Il n'y a pas d'autres différences entre les pouvoirs constitutionnels du roi et ceux de l’interrex. Ce dernier possède le même rang d’imperium que le roi. Par conséquent, bien qu’il sert à faciliter la transition d’un roi à l’autre, les pouvoirs de l’interrex ne se limite pas à cette seule tâche. Il peut publier n'importe quel décret ou promulguer une loi, il préside aussi le Sénat et les assemblées. Il peut aussi commander l'armée pendant un engagement militaire.

## Transition de la Monarchie à la République
Selon la légende, la Monarchie romaine prend fin quand le dernier roi, Tarquin le Superbe, est banni de la ville. Il est renversé car il use de ses pouvoirs pour instituer une tyrannie. Les abus de Tarquin sont si extrêmes que le Sénat et le peuple de Rome voient même le concept de la monarchie comme odieux. Le Sénat décide d'élire deux chefs, appelés « préteurs » (la magistrature qui devient le consulat républicain). Les préteurs (consuls) possèdent les mêmes pouvoirs que le roi, à deux exceptions-clé près. Premièrement, les deux ont un droit de veto sur les actes de son collègue. Deuxièmement, le mandat de leur magistrature est limité à une seule année. Ces deux restrictions limitent énormément leur pouvoir (par rapport au roi) et réduisent grandement les risques qu'une autre tyrannie soit établie.
Selon la tradition romaine, la monarchie est renversée en 509 av. J.-C. Quelques légendes suggèrent que la constitution monarchique diffère radicalement de la constitution républicaine naissante. Il est plus probable qu'il y ait eu une transition plus graduelle. Il se peut qu'il y ait eu un renversement rapide de la monarchie, mais le seul changement immédiat à ce moment-là est le remplacement du roi par une magistrature à deux têtes limitée en temps. Les autres changements dans la constitution se sont probablement produits plus progressivement que la tradition le suggère.